# Nongpoh
Nongpoh är en ort i Indien.   Den ligger i distriktet Ri-Bhoi och delstaten Meghalaya, i den östra delen av landet, 1 500 km öster om huvudstaden New Delhi. Nongpoh ligger 547 meter över havet och antalet invånare är 14 387.
Terrängen runt Nongpoh är kuperad. Runt Nongpoh är det ganska tätbefolkat, med 90 invånare per kvadratkilometer. Det finns inga andra samhällen i närheten. I omgivningarna runt Nongpoh växer huvudsakligen savannskog.